# Quentalia viridans
Quentalia viridans är en fjärilsart som beskrevs av Paul Dognin 1922. Quentalia viridans ingår i släktet Quentalia och familjen silkesspinnare. Inga underarter finns listade.